# هکتور لوپز (ورزشکار)
هکتور لوپز (انگلیسی: Héctor López; ۱ فوریهٔ ۱۹۶۷ – ۲۴ اکتبر ۲۰۱۱) بوکسور اهل مکزیک بود.